# Kuuk
Kuuk (zastarale Kûk), někdy také Qernertunnguaq, je zaniklá osada v kraji Avannaata v severozápadním Grónsku. Kuuk se nachází v Upernavickém souostroví, na jižním mysu ostrova Mernoq, nacházejícím se v Tasiusackém zálivu. Osada byla opuštěna v roce 1972.